# Spyro 2: Gateway to Glimmer
Vous lisez un « article de qualité » labellisé en 2016.
Spyro 2: Gateway to Glimmer  (traduction de l'anglais : passerelle vers Lueur) est un jeu vidéo de plates-formes développé par Insomniac Games et édité par Sony Computer Entertainment sur PlayStation. Il est sorti en Europe en novembre 1999, tout comme en Amérique du Nord, où il est intitulé Spyro 2: Ripto's Rage!, puis au Japon en mars 2000, sous le nom Spyro X Sparx: Tondemo Tours. Le jeu est republié en 2007 sur le PlayStation Network mais est retiré rapidement de la vente en raison de problèmes audio. Il est ensuite réédité sur les réseaux japonais et américain, en avril 2008 et en mai 2009 respectivement, ainsi que sur le réseau européen en décembre 2012.
La trame du jeu prend place immédiatement après les évènements de Spyro the Dragon, le premier opus de la série du même nom. Spyro, un dragon, souhaite prendre des vacances avec Sparx, son ami libellule, après avoir sauvé le monde des dragons de Gnasty Gnorc. Toutefois, le duo se retrouve à Avalar, un monde paradisiaque et mystique troublé par l'arrivée d'un tyran, Ripto, et de ses deux acolytes, Crush et Gulp. Les habitants d'Avalar demandent alors à Spyro de les aider à se débarrasser d'eux, en attendant qu'ils trouvent un autre moyen de retourner en vacances. Au cours de ce périple, Spyro dispose de nouveaux pouvoirs, issus des recharges présentes dans chaque niveau, et de capacités déblocables en dépensant des joyaux, comme nager, grimper et charger de front.
Développé à la suite du succès de son prédécesseur, Spyro 2 fait intervenir de nouveaux personnages, notamment Zoé, une fée, Chasseur, un guépard, l'ours Gros-Sous et le Professeur, qui deviennent des personnages récurrents de la série. À sa sortie, le jeu est bien accueilli par les observateurs, qui apprécient son côté amusant grâce aux nombreux mini-jeux et le fait qu'il s'adresse à un public divers, alors que le premier opus, très répétitif, était principalement destiné aux enfants. La fluidité des graphismes est également saluée, malgré un manque de polygones pour les personnages, tout comme la qualité de la bande-son, composée par Stewart Copeland. Véritable succès commercial, avec plus de 3,52 millions d'exemplaires vendus, Spyro 2 fait l'objet d'une suite dès l'automne 2000, avec Spyro: Year of the Dragon.

## Trame

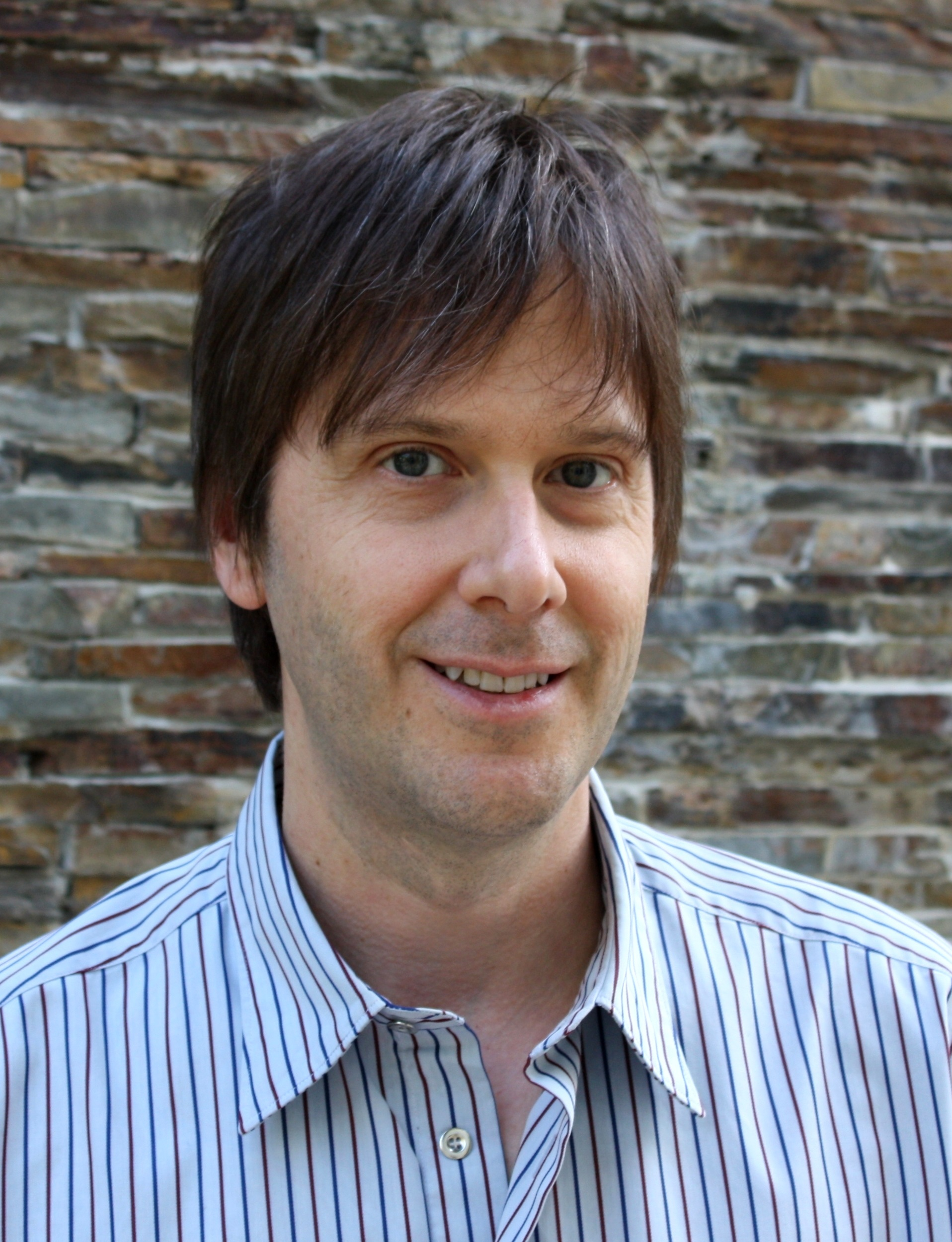
Mark Cerny (ici en 2010), président de la société Universal Interactive Studios et producteur exécutif de Spyro 2: Gateway to Glimmer.

### Univers
Dans Spyro 2: Gateway to Glimmer, le dragon Spyro évolue dans les mondes d'Avalar, un territoire paradisiaque et mystique divisé en trois zones représentant chacune une saison (Forêt d'été, Plaines automnales, Toundra hivernale), et chaque zone est sous-divisée en une dizaine de mondes. Dans chaque monde vit une espèce différente, comme des tailleurs de pierre, des faunes, des Esquimaux, des hippocampes, des oiseaux, qui subissent toute une série de problèmes. Le héros parcourt ainsi un univers coloré et varié, allant de la grande forêt enchantée au monde enneigé, en passant par le cratère d'un volcan, et affronte un panel d'ennemis divers : les niveaux tropicaux et balnéaires sont peuplés de crabes et de dromadaires ; les environnements enneigés sont habités par des yaks et des boucs ; les mondes préhistoriques abritent des reptiles et connaissent de nombreuses coulées de lave, alors que les niveaux mystiques peuplés de faunes sont envahis par des modeleurs de terre,.

### Personnages

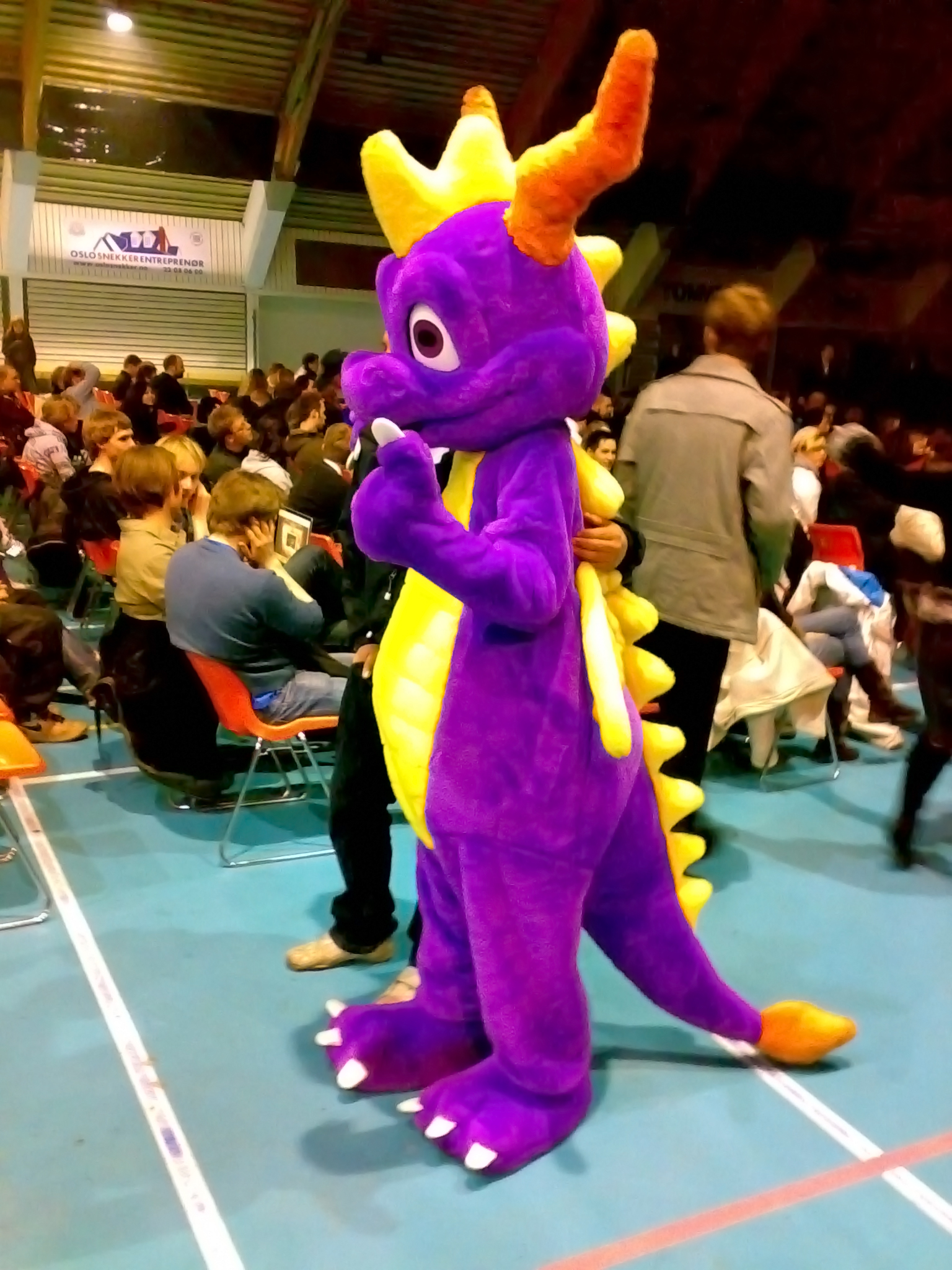
Cosplay de Spyro le dragon, le héros du jeu.

Le héros du jeu est Spyro, un dragon qui doit récupérer les talismans des mondes d'Avalar afin de se débarrasser de Ripto, ainsi que les boules qui lui permettront de se rendre aux Rivages du Dragon. Devenu une célébrité depuis qu'il a sauvé ses congénères de la prison de cristal de Gnasty Gnorc dans l'opus précédent, sa suffisance n'est cependant pas toujours appréciée de ses aînés dragons. Spyro est accompagné par son meilleur ami, Sparx la libellule, toujours très affairé à ramasser les joyaux et qui sert d'indicateur de santé au héros.
L'antagoniste principal du jeu est Ripto, un crapaud qui est arrivé à Avalar à la suite d'une erreur du Chasseur et qui a volé le sceptre magique, dont il utilise les pouvoirs pour semer la pagaille dans le monde paisible d'Avalar. Exemple parfait du complexe de Napoléon, Ripto est un nabot qui veut conquérir le monde. Harcelé à l'école pendant sa jeunesse, sa solitude l'a rendu constamment énervé, colérique et méprisant, et il se plaît à rendre les gens malheureux. Ce mauvais caractère a atteint son paroxysme depuis l'arrivée de Spyro, car Ripto déteste les dragons. Ripto est entouré de deux sbires : Crush, un lézard géant et idiot qui frappe tout et n'importe quoi avec son gourdin, et Gulp, un dinosaure rêvant de devenir danseur, qui emmène régulièrement son maître en promenade et dont le seul centre d'intérêt est sa nourriture.
À Avalar, Spyro fait la connaissance de personnages qui l'aideront à accomplir sa quête. Elora est une faune qui exerce la fonction officieuse de chef des Avalaris et aide Spyro à s'orienter dans les divers mondes d'Avalar. Zoé est une fée, amie d'Elora, avec qui elle adore commérer. Elle sert de point de contrôle au héros. Chasseur est un guépard un peu lâche mais athlétique, qui adore les compétitions sportives, quand il n'a pas perdu ses tennis. Il encourage régulièrement Spyro à le rejoindre dans des défis sportifs. Professeur est une taupe dont l'intelligence surpasse celle de ses amis, bien qu'il soit assez souvent distrait. C'est lui qui, sur la proposition d'Elora, a fait venir un dragon à Avalar, même si Spyro n'est pas le genre de dragon auquel il s'attendait. Enfin, l'ours Gros-Sous est un être égoïste et obsédé par l'argent. Contrairement aux autres Avalaris, il refuse d'aider Spyro sans une rétribution financière et saisit toutes les occasions pour lui faire payer ses services. Effrayé par Ripto, il cherche à amasser le plus d'argent possible pour fuir Avalar.

### Scénario
Spyro 2 prend place juste après les évènements se déroulant dans Spyro the Dragon, lors desquels Spyro, un petit dragon violet, a vaincu Gnasty Gnorc et sauvé le royaume des dragons. Lassé de la saison des pluies, il a l'intention de passer ses vacances sur les Rivages du Dragon avec Sparx, sa libellule. Cependant, une fois passé dans le portail censé le mener aux Rivages du Dragon, Spyro se retrouve dans le royaume d'Avalar, attiré par le Professeur, une taupe, Elora, une faune, et Chasseur, un guépard. Bloqué à Avalar par la destruction du portail qui l'y a emmené, Spyro accepte d'aider les trois amis à se débarrasser de Ripto, un tyran qui sème la pagaille à Avalar avec ses acolytes Crush et Gulp. Elora explique à Spyro qu'il doit rassembler les quatorze talismans du royaume afin de pouvoir affronter Ripto et retourner dans son monde.
Plus tard, Elora explique que Ripto et ses acolytes se sont retrouvés à Avalar alors que le Professeur, Elora et Chasseur expérimentaient une nouvelle technologie appelée le Superportail. Zoé et les autres fées ferment le Superportail en dispersant les boules qui ont servi à l'activer aux quatre coins du monde, afin d'empêcher la venue d'autres êtres malfaisants, ce qui a pour conséquence de bloquer Ripto à Avalar. Le trio a remarqué que Ripto ne supporte pas les dragons et Elora propose au Professeur d'en capturer un, d'où l'arrivée de Spyro à Avalar.
Une fois que Spyro a rétabli la paix interrompue par Ripto dans les mondes d'Avalar, le Professeur et ses amis tentent, grâce à quelques boules et un cristal magique, de remettre en marche le Superportail afin de permettre à Spyro de se rendre aux Rivages du Dragon. Malheureusement, Ripto fait exploser le Superportail et s'empare du cristal magique pour se fabriquer un sceptre. Toutefois, Spyro parvient à vaincre Ripto et le Professeur peut réparer le Superportail afin qu'il puisse partir en vacances.

## Système de jeu

### Organisation des niveaux
Spyro 2: Gateway to Glimmer est un jeu vidéo de plates-formes dans lequel le joueur contrôle Spyro, dont le principal objectif est de récupérer les quatorze talismans détenus par les habitants des mondes d'Avalar. Ces talismans sont donnés comme récompense par les habitants après que le joueur a accompli certaines tâches et servent à débloquer l'accès aux niveaux des boss. Le deuxième objectif principal de Spyro est de collecter les boules dispersées dans tout Avalar. Offertes pour récompenser Spyro d'avoir apporté son aide aux habitants, les boules permettent d'ouvrir des zones de jeu et des portails de niveau. Les niveaux et leurs objectifs (talisman, boules, joyaux) sont recensés dans un carnet que le joueur peut consulter à tout moment dans le jeu.
Les mondes d'Avalar sont reliés entre eux par un monde principal (Forêt d'été, Plaines automnales, Toundra hivernale), où sont disséminés des portails permettant d'accéder à chaque niveau. Afin d'accéder au monde principal suivant, le joueur doit réunir tous les talismans du monde où il se trouve. Avant d'y accéder, Spyro doit affronter le monstre du monde qu'il quitte. Une fois qu'il peut accéder à un nouveau monde principal, Spyro peut utiliser une plate-forme tourbillonnante qui permet de se rendre facilement dans un monde qu'il a déjà visité. Dans chaque niveau se trouve également un portail de sortie permettant de revenir au monde principal une fois le talisman du niveau récupéré. Chaque niveau contient une ou plusieurs missions annexes offrant à Spyro une boule en cas de réussite. Ces missions, dont le niveau de difficulté est indiqué par une à cinq étoiles, peuvent prendre la forme de mini-jeux, comme participer à un match de hockey sur glace, suivre un parcours en char ou récupérer le plus de cristaux avant Chasseur,. Chaque monde principal contient un ou deux circuits dans lesquels Spyro doit réaliser successivement deux épreuves : une course contre-la-montre où il doit ramasser des joyaux en détruisant des obstacles, puis un mini-jeu où il est associé à Chasseur. Au total, le jeu est composé de 29 niveaux. Afin de se repérer dans un niveau, le joueur peut se servir d'une carte où est représenté Spyro sous la forme d'un faisceau blanc, tandis que la position du talisman et des missions récompensées par une boule prennent la forme d'un point.
Les joyaux constituent la monnaie du jeu. Ces derniers sont disséminés dans les quatre coins des mondes d'Avalar de différentes façons : ils jonchent le sol ou peuvent être cachés dans des pots, des paniers, des ballons ou dans des coffres qui s'ouvrent à l'aide d'une petite fusée. Chaque royaume contient 400 joyaux et ont une valeur définie : les rouges ont une valeur égale à un, les verts ont une valeur de deux, les bleus ont une valeur de cinq, les jaunes ont une valeur de dix et les violets une valeur de vingt-cinq joyaux. Les joyaux permettent au joueur d'accéder à de nouvelles zones dans les niveaux ou d'obtenir de nouvelles capacités.

### Capacités de Spyro
Spyro peut cracher du feu, tirer des projectiles après les avoir ramassés, charger ou encore donner un coup de tête. Ces capacités servent notamment à attaquer les ennemis. Il possède également des capacités lui permettant de se déplacer, comme sauter, planer et atterrir à la fin d'un vol. Outre ces techniques de base, Spyro peut, dans chaque niveau (mis à part les mondes principaux et les circuits), bénéficier de pouvoirs spéciaux pour un temps limité en passant à travers une recharge, qui prend la forme de deux poteaux pyramidaux. Cette recharge s'active en accumulant des particules d'énergie qui s'obtiennent en battant un certain nombre d'ennemis présents dans le niveau (le nombre est indiqué entre les poteaux de la recharge). Une fois cela fait, le nombre d'ennemis à vaincre est remplacé par le symbole du pouvoir débloqué. Lorsque Spyro passe entre les poteaux de la recharge, une jauge indique combien de temps il reste avant que le pouvoir obtenu disparaisse. Le joueur est alerté de la fin du temps imparti par un signal sonore et Spyro n'a plus qu'à retourner à la recharge pour bénéficier à nouveau du pouvoir qu'elle met à disposition. Les recharges donnent accès à des pouvoirs variés. La recharge Supervol permet à Spyro de voler sur de longues distances et à haute altitude, tout comme la recharge Supersaut qui l'aide à atteindre des zones en hauteur. La recharge Supercharge lui permet de charger à grande vitesse alors que la recharge d'invincibilité le rend invulnérable aux attaques ennemies et aux éléments naturels du niveau comme la lave. La recharge Superflamme permet à Spyro de tirer des boules de feu alors que sa variante Supergel transforme ses flammes en boules de glace pouvant geler les ennemis et les objets visés. Enfin, au cours de son aventure, Spyro peut obtenir de nouvelles aptitudes en échange de joyaux auprès de Gros-Sous, comme nager, grimper à une échelle et charger de front.

### Système de santé
Spyro commence le jeu avec cinq vies et quatre points de santé, ces derniers étant indiqués par Sparx. En effet, si celui-ci est de couleur or, la santé du duo est au maximum, si Sparx est bleu, elle est moyenne et s'il est vert, elle est minime. Si Spyro prend un coup lorsque Sparx est vert, ce dernier disparaît, ainsi la prochaine attaque infligée à Spyro lui ôtera une vie. Une vie peut être également perdue en tombant dans un trou ou dans la lave. Dans chacun de ces cas, Spyro est ramené à l'endroit où il a rencontré Zoé pour la dernière fois. Lorsque toutes les vies sont perdues, la partie est terminée. Cependant, la partie peut être reprise lorsque l'écran de fin de partie apparaît. Le joueur reprend à partir du niveau où il a perdu sa dernière vie. Afin de gagner des vies supplémentaires, Spyro peut enflammer ou charger des petits animaux, comme des grenouilles, des moutons ou des insectes, qui se déplacent librement dans chaque niveau. À chaque fois qu'un animal est attrapé, un papillon apparaît et permet à Sparx de retrouver un point de santé. Lorsque Spyro attrape dix animaux, il gagne une vie. Il arrive au duo de trouver de façon exceptionnelle des bouteilles renfermant un papillon brillant, que Spyro doit casser pour gagner une vie et permettre à Sparx de retrouver sa santé maximum. Enfin, il est possible de gagner une vie en obtenant un point d'aptitude, en effectuant une action secrète que Spyro doit effectuer dans certains niveaux.

## Développement

### Conception et production

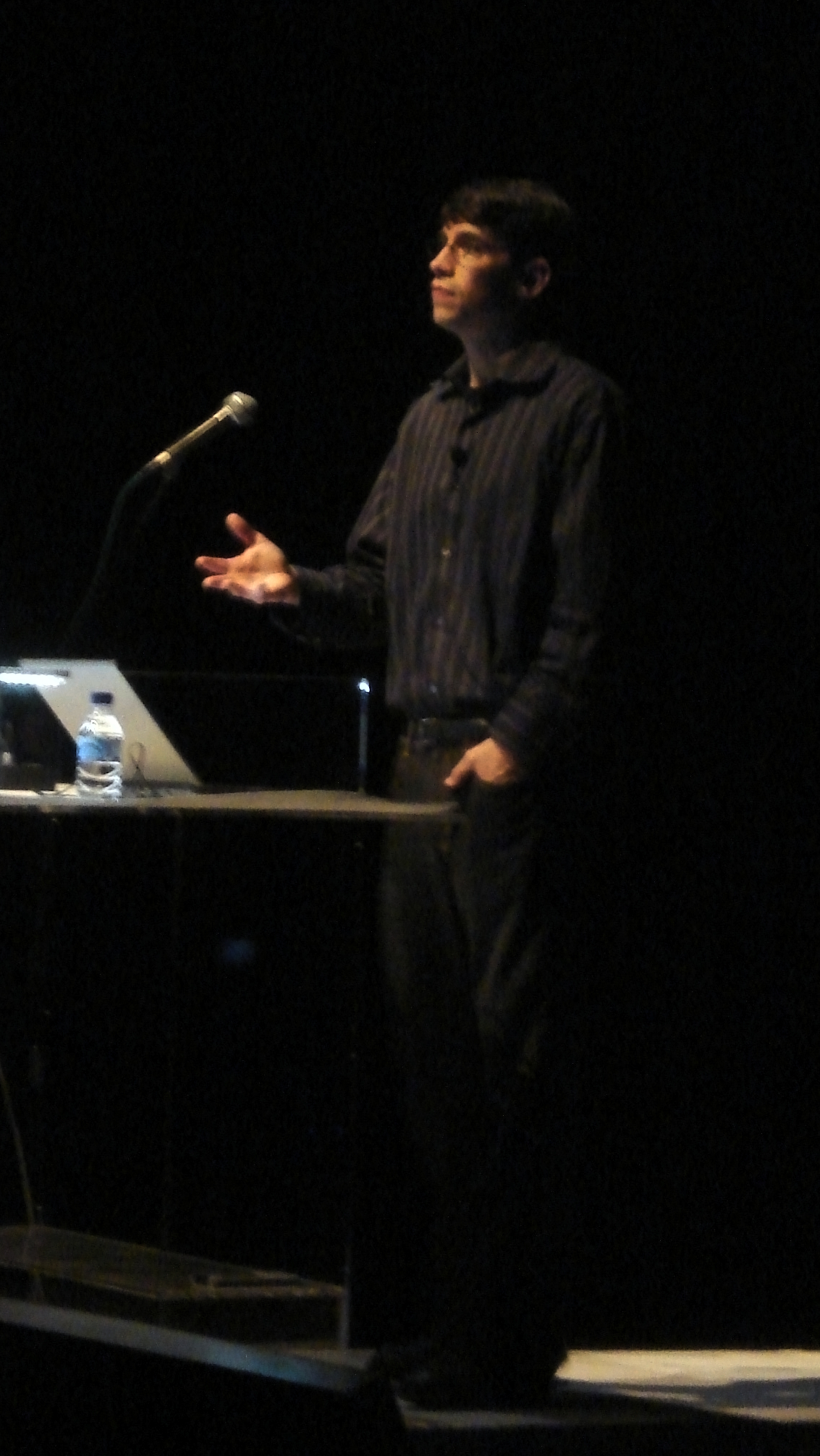
Ted Price, président-directeur général d'Insomniac Games et l'un des concepteurs de Spyro 2: Gateway to Glimmer.

À la suite du succès commercial de Spyro the Dragon, Insomniac Games décide de créer une suite. Le développement de Spyro 2, initialement intitulé Spyro the Dragon 2, est annoncé en avril 1999 ; Sony Computer Entertainment révèle qu'une version de démonstration du jeu sera présentée lors de l'édition 1999 de l'Electronic Entertainment Expo, qui se tient à Los Angeles du 13 au 15 mai et que la version complète sera disponible à partir de novembre de la même année. Pour les observateurs, la production d'une suite à Spyro the Dragon signifie que la firme japonaise souhaite se doter d'un nouveau fer de lance dans le genre du jeu de plate-formes, puisque la série à succès Crash Bandicoot se lance dans le jeu de course avec Crash Team Racing. Cependant, les spécialistes reprochent au premier opus sa redondance et le fait qu'il s'adresse prioritairement à un très jeune public. Afin de corser le niveau de difficulté du jeu, les développeurs s'attardent sur ses tâches secondaires : ainsi, le joueur qui se contente de remplir les tâches principales devra se résoudre à retourner en arrière pour accomplir les missions annexes pour progresser dans le jeu. Selon Ami Blaire, le directeur du développement des produits de Sony Computer Entertainment America, « Spyro 2 n'est pas seulement une autre suite. Les joueurs seront certainement attirés par les pitreries espiègles de Spyro, mais ils vont découvrir un système de jeu qui est plus difficile et plus amusant que jamais ». Techniquement, les graphismes conçus par le studio de développement Insomniac Games sont réalisés en trois dimensions, à l'instar de son prédécesseur. De plus, le moteur 3D panoramique conçu pour le premier opus est optimisé afin de parfaire la profondeur des décors et l'animation des personnages,.
Le jeu connait quelques modifications au cours de sa conception et fait quelques clins d’œil à des membres du personnel d'Insomniac Games. En effet, le nom des niveaux, qui se faisaient auparavant écho les uns aux autres, sont modifiés, afin qu'ils soient pleinement dissociés. Par exemple, le niveau Crystal Glacier était nommé Skelos Glaciers pour faire écho à Skelos Badlands. Dans les versions de démonstration de cet opus, Spyro peut se rouler au sol, comme dans Spyro the Dragon ; cette capacité disparaît dans la version finale du jeu. L'épilogue, débloqué grâce à l'obtention des points d'aptitude, dévoile en outre une série d'ennemis qui n'ont pas été inclus. Pour ce qui est des personnages, le nom de Ripto est inspiré de la façon dont le katakana japonais transcrit le mot « Spyro », qui fait penser à l'orthographe « Ripto » en alphabet latin. Oliver Wade, qui a créé les personnages de Spyro 2, imagine Elora comme un centaure. Il décide finalement qu'elle serait une faune et lui supprime les deux pattes arrière. Son nom se réfère à une employée d'Insomniac Games. De la même manière, le visage de Dan Jonhson, un autre employé du studio américain, apparaît sur les pièces qui se trouvent dans le niveau Marécage Mystique. De plus, sur certains murs de la Foret d'été et de la Toundra hivernale sont visibles les prénoms Bryan et Brenda, donnés aux enfants de Wade.
Spyro 2: Gateway to Glimmer est également présenté lors de l'édition printanière du Tokyo Game Show 2000, soit deux semaines après sa sortie au Japon. Sony consacre la moitié de ses stands à la promotion du jeu, ce qui déçoit les professionnels du secteur : en effet, ce titre est sorti depuis quatre mois dans le reste du monde, ce qui signifie que Sony, qui domine pourtant le monde du jeu vidéo, n'a pas de nouveautés significatives à proposer au public,. Malgré le système anti-copie installé, les pirates crackent le jeu un peu plus d'une semaine après sa sortie aux États-Unis.

### Bande son

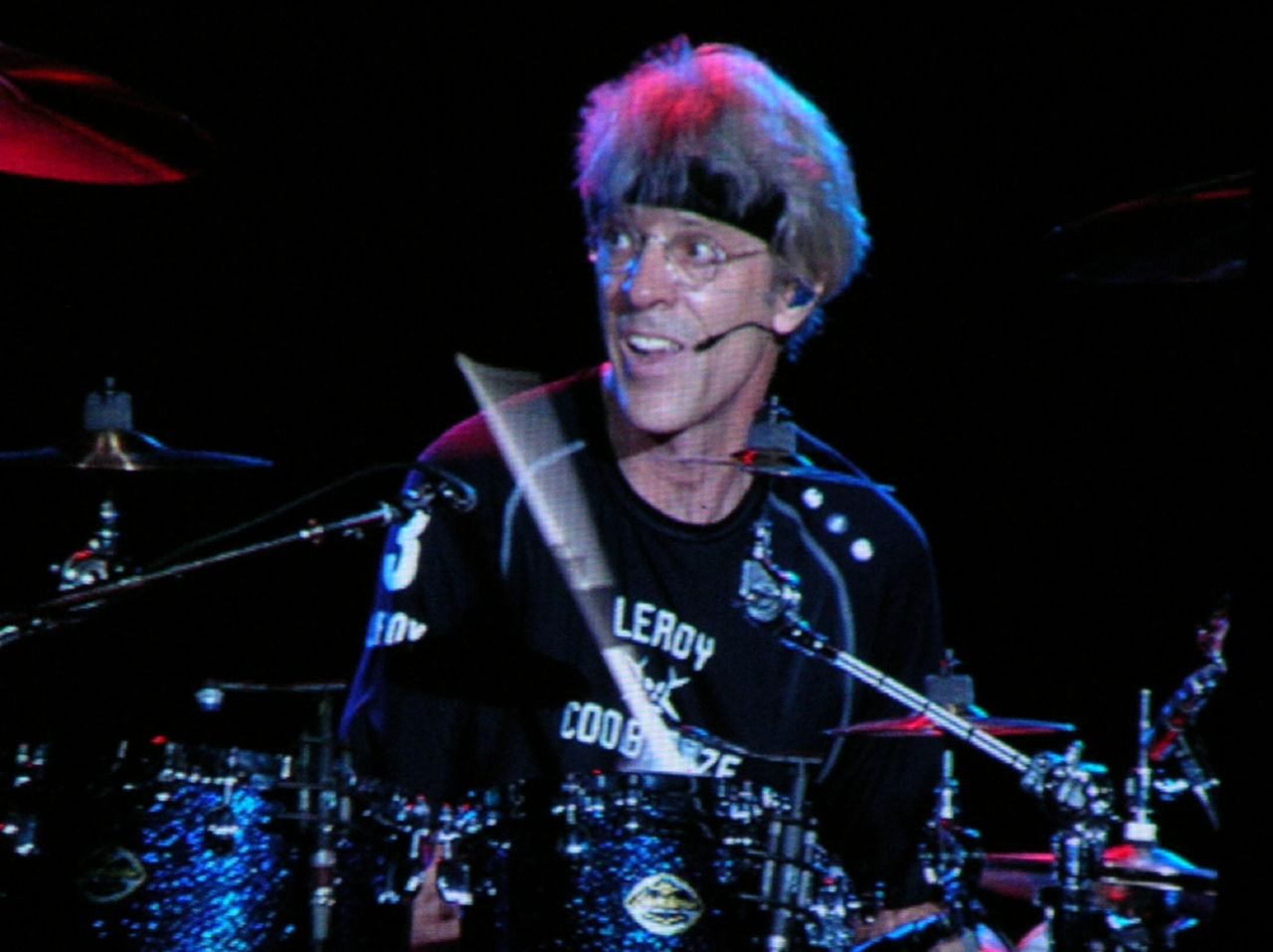
Stewart Copeland, le batteur du groupe The Police, est le compositeur de la bande son du jeu.

La bande son du jeu est composée par Stewart Copeland, batteur du groupe The Police. Il compose plusieurs musiques de films ainsi que la bande son de Spyro the Dragon. Dans un entretien, Stewart Copeland explique que pour composer la musique de chaque opus de la série, il joue à chaque niveau du jeu afin de ressentir une sensation de l'atmosphère de chaque royaume. Le batteur américain indique que la difficulté de composer pour un jeu vidéo est de créer une musique qui soit à la fois intéressante à écouter et qui puisse compléter le gameplay. Son approche consiste à intégrer des harmonies complexes et des lignes de basse, de sorte que la musique puisse sembler nouvelle pour les joueurs, même après une écoute répétée. Copeland félicite également le disque compact conçu par PlayStation et sa haute qualité audio, expliquant qu'il n'a pas eu de contraintes techniques l'ayant empêché de produire le son qu'il souhaitait. Il enregistre des partitions entières d'orchestre afin d'enrichir la bande son lorsque les visuels demandent un son riche, et utilise des mélodies percutantes et plus rythmées pour les moments forts du jeu.
Dans la version américaine du jeu, Tom Kenny assure les voix de Spyro et du Professeur, tandis que Gregg Berger assure les voix du Chasseur, Ripto, Crush et Gulp. Elora est doublée par Melissa Disney. Milton James et Mary Linda Phillips interprètent les voix de Gros-Sous et Zoé. Les voix additionnelles sont assurées par l'ensemble de ces acteurs ainsi que par Marcelo Tubert. Dans la version japonaise, les voix de Spyro et de Ripto sont respectivement assurées par Akiko Yajima et Kenji Utsumi alors que Chasseur, le Professeur et Gros-Sous sont doublés par Hiroaki Hirata, Takanobu Hozumi et Masuo Amada. Shinobu Adachi et Emi Shinohara interprètent les voix d'Elora et de Zoé. Enfin, Sparx, qui ne parle que dans la version japonaise, est doublé par Ai Satō,.

## Commercialisation

Le logo américain du jeu : Spyro 2: Ripto's Rage!.

Spyro 2: Ripto's Rage! paraît, sur PlayStation, en Amérique du Nord le 2 novembre 1999, puis en Europe le 5 novembre de la même année, où il est intitulé Spyro 2: Gateway to Glimmer, et au Japon le 16 mars 2000 sous le nom Spyro X Sparx: Tondemo Tours. Le jeu est ensuite réédité aux États-Unis dans la gamme Greatest Hits, puis en Europe dans la gamme Platinum le 12 janvier 2001. Une démo jouable de Crash Team Racing est incluse dans Spyro 2: Gateway to Glimmer au moyen d'une manipulation au moment de l'affichage de l'écran d'introduction du jeu. Pareillement, le jeu développé par Naughty Dog inclut une démonstration du jeu d'Insomniac Games.
Spyro 2: Gateway to Glimmer est ensuite disponible sur le PlayStation Network dans la gamme PSOne Classics, pour une utilisation sur PlayStation 3, en Europe le 26 juillet 2007 avant d'être retiré moins d'une semaine plus tard avec MediEvil et Crash Bandicoot 2: Cortex Strikes Back, en raison d'une bande son défectueuse. Sony promet que les clients ayant déjà téléchargé ces jeux pourront les récupérer gratuitement lorsqu'ils seront remis en ligne. Finalement, Spyro 2: Gateway to Glimmer est de nouveau disponible à partir du 12 décembre 2012. Le jeu est publié sur les réseaux japonais et américain respectivement le 17 avril 2008 et le 7 mai 2009,,.
Le 7 mai 2002, Insomniac Games publie en Amérique du Nord Spyro Collector's Edition, une compilation réunissant Spyro the Dragon, Spyro 2 et Spyro: Year of the Dragon, les trois jeux de la série développés pour PlayStation. Cette compilation est ensuite éditée le 12 décembre 2012 en Europe sur PlayStation Network.

## Accueil

### Critiques générales
Spyro 2 est dans l'ensemble bien accueilli par la presse spécialisée. Pour le mensuel américain GamePro, cet opus a toutes les qualités d'un grand jeu de plates-formes : « des graphismes fluides, des contrôles rigoureux, des mélodies harmonieuses, et des objectifs difficiles mais réalisables ». Le site anglophone IGN salue « un jeu amusant, vaste et stimulant », même s'il est « un peu générique », tandis que Spyro destiné à un public jeune, est un personnage « un peu terne ». GameSpot affirme que ce nouvel épisode « injecte une dose d'âme et de la variété dans un jeu qui était déjà assez amusant », et applaudit un jeu « addictif » qu'il faut vraiment essayer, le meilleur de sa catégorie depuis MediEvil, même s'il n'a pas la qualité d'un Super Mario 64 ou d'un Banjo-Kazooie. Du côté de la presse francophone, le magazine Consoles + salue « un petit concentré de bonheur », « une réalisation presque parfaite et une aventure pleine de rebondissements », alors que Player One est plus mitigé, arguant que « Spyro est un bon jeu, maniable, drôle et long », mais qu'il n'est « guère plus que la suite logique et prévisible de son original, restant assez répétitif dans son ensemble »,. PlayStation Magazine souligne qu'il s'agit tout de même d'un jeu enfantin, même s'il donnera du fil à retordre aux joueurs confirmés ; cependant, même si cet opus est meilleur que Spyro the Dragon, il n'est pas aussi drôle qu'un Crash Bandicoot. Enfin, le site Jeuxvideo.com évoque « un excellent jeu », dont « l'augmentation significative de sa richesse le rend alors bien plus intéressant et plus adulte que son prédécesseur ».

### Critiques des graphismes
Les graphismes du jeu sont très appréciés des critiques. Le site américain Game Revolution évoque des graphismes dans la lignée du précédent opus, « lisses et élégants », qui bénéficient d'un nombre élevé d'images par seconde et offrent des images divertissantes, ce qui rend les niveaux « fantastiques ». Le mensuel GamePro applaudit une réalisation graphique considérée comme la meilleure jamais obtenue, tandis que les mouvements des personnages sont « la cerise sur le gâteau ». IGN observe que Spyro 2 est rempli d'effets spéciaux, comme « de la poussière de fée, des vagues d'étoiles et des choses magiques en forme de flocon de neige », et que les environnements colorés et les textures de qualité en font globalement un bon jeu. Toutefois, le site anglophone estime que les personnages rappellent ceux de Diddy Kong Racing en raison de leurs paroles, décalées avec les mouvements labiaux. IGN regrette également que ces personnages manquent de polygones, aient « des corps étrangement inclinés et des formes déconcertantes ». PlayStation Magazine salue des graphismes « beaux bien qu'épurés », « impeccablement affichés par un moteur 3D fluide, en moyenne résolution, qui se révèle capable de gérer suffisamment d'ennemis pour que Spyro 2 ne souffre pas du syndrome du vide ». Toutefois, le mensuel français aurait préféré plus de variété graphique, un avis partagé par Player One,. Consoles + fait lui l'éloge de graphismes « tout bonnement incroyables » et d'une animation « fluide et rapide », permettant aux personnes de se déplacer « admirablement ».

### Critiques dugameplay
Le système de jeu est également bien accueilli même s'il fait l'objet de quelques critiques. Player One apprécie un jeu « facile à prendre en main », mais lui reproche des problèmes de caméra ainsi qu'une difficulté très variable, certains mondes étant beaucoup plus vastes et ardus que d'autres. Le site Jeuxvideo.com partage cet avis et précise que quel que soit le choix de caméra, active ou passive, « la rapidité de mouvement de Spyro rend certains contrôles hasardeux et il faut quelquefois s'arrêter pour s'y retrouver, aucun des deux modes de vue ne permettant de vraiment faire l'affaire ». De plus, le recours à la manette analogique « sera d'un grand secours » pour maîtriser avec précision les mouvements de Spyro. Pour PlayStation Magazine, la récupération des boules et les nouvelles capacités de Spyro, comme la nage et grimper à l'échelle, offrent l'opportunité d'accéder à de nouvelles zones dans les niveaux, ce qui les rend finalement très vastes et variés. Le magazine français souligne néanmoins que le héros fait souvent preuve d'« inertie » et que les principes du jeu n'ont rien d'original, mis à part les mini-jeux. Au niveau de la presse anglophone, Game Revolution apprécie le large éventail d'ennemis proposés dans chaque niveau, leurs attaques spécifiques permettent au joueur de ne pas s'ennuyer à tuer toujours les mêmes créatures, et souligne l'aide qu'apporte les recharges. Pour GameSpot, la grande variété des mini-jeux, « difficiles mais pas impossibles », double la durée de vie du jeu, dont le scénario a été amélioré grâce à une meilleure interaction avec les personnages et les petites cinématiques cartoonesques qui ponctuent le début et la fin de chaque niveau. Le site IGN estime quant à lui que Spyro 2 corrige le manque de variété du système de jeu de Spyro the Dragon, notamment en donnant une utilité aux joyaux collectés par le joueur. Il est également souligné de façon unanime que cet opus est un « jeu câlin et amical » qui sera apprécié des plus petits, en raison de l'accessibilité des personnages, « maladroits et bizarres, mais drôles ».

### Critiques de la bande son
La bande son de Spyro 2 est plébiscitée par les observateurs. Le mensuel GamePro considère qu'elle permet d'immerger le joueur dans l'univers du jeu grâce à une atmosphère et des doublages excellents, ainsi qu'une « musique de premier ordre ». Game Revolution salue la prestation de Stewart Copeland, dont la musique est « entraînante », d'autant plus que les doublages, jugé « varié et charismatique », donnent l'illusion que la voix de chaque personnage est interprétée par un doubleur différent. Pour IGN, l'ancien batteur du groupe The Police est « un dieu » qui ferait des merveilles pour des jeux comme Quake ou StarCraft ; sa musique, « inventive et attirante », est marquée par des changements rythmiques au cours du jeu, ce qui la rend « amusante ». Cependant, le site anglophone juge les voix des personnages péjorativement « ringardes et génériques », comme l'ont pourtant souhaité Sony Computer Entertainment et Universal Interactive Studios. PlayStation Magazine apprécie également des musiques « réussies » et des « voix pleines de conviction », ce qui est considéré comme rare à l'époque, alors que Consoles + évoque des bruitages « cartoonesques » et une bande son « très relaxante », grâce à des instruments peu usités dans le monde vidéoludique, comme la guitare et la harpe,. Le mensuel Player One précise que la bande son « colle bien aux différents univers » du jeu, à l'instar de Jeuxvideo.com, qui estime que le joueur n'est « jamais laissé à l'abandon et une nouveau bruit lui émoustillera tout le temps les oreilles : les pas de Spyro, le bruit de Sparx voletant autour de lui ». Le site francophone ajoute que « le son bénéficie aussi d'effets de spatialisation très agréables » et que les voix des personnages donnent vie aux dialogues,.

### Ventes et nominations
Depuis sa sortie, les ventes de Spyro 2 sont estimées selon VG Chartz à plus de 3,52 millions d'exemplaires, dont 2,14 millions en Amérique du Nord, 1,21 million en Europe et 10 000 au Japon, ce qui fait du jeu d'Insomniac Games le trente-cinquième jeu PlayStation le plus vendu.
En 2000, Spyro 2 est nommé dans la catégorie du meilleur jeu pour enfants sur console ainsi que dans celles du jeu ayant la meilleure direction artistique et la meilleure animation lors de l'Interactive Achievement Awards. Finalement, ces prix sont respectivement remportés par Pokémon Snap et Final Fantasy VIII.

## Postérité

### Suites et record
À la suite du succès de Spyro 2, un troisième opus, intitulé Spyro: Year of the Dragon, est publié à l'automne 2000. Ce jeu reprend les mêmes graphismes que son prédécesseur, ainsi que certains personnages qui y ont fait leur apparition, comme Chasseur. Les antagonistes, Ripto, Crush et Gulp, font leur retour dans trois autres suites, Spyro: Enter the Dragonfly, sorti sur PlayStation 2 et GameCube en novembre 2002, Spyro 2: Season of Flame, édité sur Game Boy Advance à l'automne de la même année, puis dans Crash Bandicoot : Fusion, publié sur la même console en 2004, un crossover mêlant dans un même jeu l'univers des séries Spyro the Dragon et Crash Bandicoot,,.
Le 2 décembre 2011, le Guinness World Records Gamer's rapporte qu'un joueur nommé Matt Leblanc détient le record du monde de l'achèvement le plus rapide de Spyro 2, en 29 min 23 s, en utilisant les glitches présents dans le jeu.

### Remake:Spyro Reignited Trilogy
En février 2018, une rumeur répandue par une journaliste de Kotaku laisse supposer qu'Activision Blizzard, qui détient les droits de la série depuis 2008, préparerait un remake de la trilogie Spyro the Dragon. En avril 2018, Activision Blizzard confirme à la presse la sortie de Spyro Reignited Trilogy pour le 21 septembre 2018 et qu'il rassemble les trois premiers jeux de la série, Spyro the Dragon, Spyro 2: Gateway to Glimmer et Spyro: Year of the Dragon. Peu de temps avant l'annonce officielle, plusieurs journalistes et personnalités de YouTube avaient reçu des œufs de dragon violets. Ceux-ci, envoyés depuis les locaux d'Activision Blizzard, étaient également accompagnés d'un message de la part de Falcon McBob – le nom de code du projet – sur lequel il était écrit « Quelque chose va éclore ». À l'occasion de l'annonce, un trailer est dévoilé et présente un comparatif des graphismes entre les trois jeux originaux et la compilation,.
Le développement de Spyro Reignited Trilogy est confié à Toys for Bob, dans le cadre du vingtième anniversaire de la franchise,. Le studio américain est fondé en 1989 par Paul Reiche III et Fred Ford, puis est racheté en 2005 par Activision. Le studio a déjà travaillé sur Spyro, ayant créé la franchise Skylanders en 2011, qui met en scène sa propre interprétation du personnage. Le jeu utilise le moteur Unreal Engine 4. Le studio remastérise de nombreux éléments des jeux de l'époque. En effet, la trilogie contient des environnements améliorés avec plus de 100 niveaux fidèlement cartographiés. Les commandes de jeu sont remis au goût du jour et le gameplay est revu, comprenant une meilleure maniabilité de la caméra et une prise en main plus adaptée avec la manette. La luminosité ambiante est optimisée tandis que les cinématiques sont recréées. À l'inverse, les mouvements des personnages sont reproduits à l'identique afin de conserver les collisions d'origine,,. En août 2018, l'éditeur et le studio repoussent la date de sortie du jeu au 13 novembre 2018.

### Citations du jeu
1. ↑  Insomniac Games. Spyro 2: Gateway to Glimmer (PlayStation). Sony Computer Entertainment. 2 novembre 1999 :Spyro : « Cette pluie va-t-elle s'arrêter un jour ? J'en oublie à quoi ressemble le soleil ! On devrait partir en vacances, dans un endroit chaud, ensoleillé ! Les Rivages du Dragon ! Oui, j'y suis pas retourné depuis que nous avons flanqué une raclée à cette truffe de Gnorc. ».
2. ↑  Insomniac Games. Spyro 2: Gateway to Glimmer (PlayStation). Sony Computer Entertainment. 2 novembre 1999 :Elora : « Ça, c'était Ripto, et il faut qu'on s'en débarrasse. Il nous créé toutes sortes d'ennuis. […] Écoute Spyro, il est impossible d'atteindre les Rivages du Dragon pour l'instant. Ripto et ses acolytes se sont emparés du château de la Forêt d'Été. Tu devras parcourir les mondes d'Avalar, et convaincre leurs habitants de te confier les talismans. ».
3. ↑  Insomniac Games. Spyro 2: Gateway to Glimmer (PlayStation). Sony Computer Entertainment. 2 novembre 1999 :Ripto : « Crush, va chercher les valises, on s'installe ! Populace, saluez votre nouveau monarque. ».
4. ↑  Insomniac Games. Spyro 2: Gateway to Glimmer (PlayStation). Sony Computer Entertainment. 2 novembre 1999 :Ripto : « Dis à tes amies d'éparpiller les boules dans tout Avalar, vite ! ».
5. ↑  Insomniac Games. Spyro 2: Gateway to Glimmer (PlayStation). Sony Computer Entertainment. 2 novembre 1999 :Elora : « Professeur, on pourrait capturer un dragon pour nous aider ? ».
6. ↑  Insomniac Games. Spyro 2: Gateway to Glimmer (PlayStation). Sony Computer Entertainment. 2 novembre 1999 :Professeur : « Je pense finalement savoir comment accéder aux mondes du dragon à travers le Superportail. ».
7. ↑  Insomniac Games. Spyro 2: Gateway to Glimmer (PlayStation). Sony Computer Entertainment. 2 novembre 1999 :Ripto : « C'est exactement ce qu'il me faut pour mon nouveau sceptre. ».
8. ↑  Insomniac Games. Spyro 2: Gateway to Glimmer (PlayStation). Sony Computer Entertainment. 2 novembre 1999 :Professeur : « Ça y est, Spyro, tu peux maintenant passer sur les Rivages du Dragon. ».

### Manuel d'utilisation
1. ↑  Sangster 1999, p. 2
2. ↑  Sangster 1999, p. 5.
3. ↑  Sangster 1999, p. 3-4.
4. ↑  Sangster 1999, p. 14-15.
5. ↑  Sangster 1999, p. 16.
6. 1 2  Sangster 1999, p. 17.
7. 1 2  Sangster 1999, p. 7
8. ↑  Sangster 1999, p. 9-10.
9. ↑  Sangster 1999, p. 18.
10. ↑  Sangster 1999, p. 9.

### Autres références
1. 1 2 3 4 5  « Test PlayStation : Spyro 2 : Gateway to Glimmer », Consoles +, no 94,‎ novembre 1999, p. 110-111.
2. 1 2 3 4 5  « Test : Spyro 2 : Gateway to Glimmer », sur Jeuxvideo.com, 12 novembre 1999 (consulté le 30 mars 2016).
3. ↑  « Spyro 2 : Gateway to Glimmer - Sony crache le feu », Consoles +, no 92,‎ septembre 1999, p. 84-85.
4. 1 2 3 4 5 6  « Spyro 2 Ripto's Rage », PlayStation Magazine, no 36,‎ novembre 1999, p. 140-141.
5. ↑  (en) « Pre-E3: Spyro 2 Flies to a PlayStation Near You », sur IGN, 29 avril 1999 (consulté le 26 mars 2016).
6. ↑  (en) « Spyro 2: Ripto's Rage », sur IGN, 1er septembre 1999 (consulté le 26 mars 2016).
7. ↑  (en) « Pre-Spyro 2 Ships to Store Today », sur IGN, 2 novembre 1999 (consulté le 26 mars 2016).
8. ↑  « Spyro 2 : le dragon n'a pas grandi », Player One, no 100,‎ septembre 1999, p. 22.
9. ↑  (en) « Spyro 2: Ripto's Rage - Trivia », sur vgfacts.com (consulté le 11 avril 2016).
10. ↑  (en) « TGS: Sony's Joke Of A Booth », sur IGN, 31 mars 2000 (consulté le 29 mars 2016).
11. ↑  (en) « Tokyo Game Show Day 1 Wrap-Up », sur GameSpot, 31 mars 2000 (consulté le 29 mars 2016).
12. ↑  (en) Gavin Dodd, « Keeping the Pirates at Bay », sur Gamasutra, 17 octobre 2001 (consulté le 29 mars 2016).
13. ↑  (en) Composing Music With a Rockstar, Sony Computer Entertainment America.
14. ↑  (en) « Spyro 2 : Ripto's Rage! Full Cast & Crew », sur IMDb (consulté le 29 mars 2016).
15. ↑   (en) « Spyro 2: Ripto's Rage - PlayStation Releases », sur giantbomb.com (consulté le 18 novembre 2021)
16. ↑  (en) Mike Jackson, « Two more PSone games temporarily withdrawn due to technical issues », sur computerandvideogames.com, 7 août 2007 (consulté le 2 août 2011)
17. ↑  « La première trilogie Spyro de retour sur PSN », sur Jeuxvideo.com, 7 décembre 2012 (consulté le 29 mars 2016).
18. ↑   (en) « Spyro Collectors' Edition - PlayStation Releases », sur giantbomb.com (consulté le 18 novembre 2021)
19. 1 2 3 4  (en) « Spyro 2: Ripto's Rage! », GamePro, no 135,‎ décembre 1995, p. 158-159.
20. ↑  « Notes et avis de la presse spécialisée sur Spyro 2 », sur Gamekult (consulté le 31 mars 2016).
21. 1 2 3 4 5  « Tests : Spyro 2 », Player One, no 102,‎ novembre 1999, p. 94-95.
22. 1 2 3  (en) Joe Fielder, « Spyro 2: Ripto's Rage! Review », sur GameSpot, 2 novembre 1999 (consulté le 31 mars 2016).
23. 1 2 3 4 5  (en) Doug Perry, « IGN : Spyro 2 : Ripto's Rage! », sur IGN, 18 novembre 1999 (consulté le 31 mars 2016).
24. 1 2 3 4  (en) « Spyro 2 Game Revolution », sur Game Revolution, 9 novembre 1999 (consulté le 31 mars 2013).
25. ↑  (en) « Game Database - Global sales (in millions of units) per game », sur VG Chartz (consulté le 3 avril 2016).
26. ↑  (en) « SPYRO 2: RIPTO'S RAGE », sur Interactive.org (consulté le 3 avril 2016).
27. ↑  « Test de Spyro: Year of the Dragon », sur Jeuxvideo.com, 21 novembre 2000 (consulté le 31 mars 2016).
28. ↑  « Test de Spyro: Enter the Dragonfly », sur Jeuxvideo.com, 31 décembre 2002 (consulté le 31 mars 2016).
29. ↑  « Test de Spyro 2: Season of Flame », sur Jeuxvideo.com, 17 octobre 2002 (consulté le 31 mars 2016).
30. ↑  « Test de Crash Bandicoot : Fusion », sur Jeuxvideo.com, 28 juin 2004 (consulté le 31 mars 2016).
31. ↑  (en) Guinness World Records Gamer's Edition 2016, Guinness World Records Limited, 2016, 216 p. (ISBN 1910561088)
32. ↑  Steeve Mambrucchi, « Après Crash Bandicoot, Activision préparerait une trilogie Spyro restaurée », sur Gamekult, 13 février 2018 (consulté le 8 avril 2018)
33. 1 2 3 4  Steeve Mambrucchi, « Activision confirme Spyro Reignited Trilogy sur PS4 et Xbox One », sur Gamekult, 5 avril 2018 (consulté le 8 avril 2018)
34. ↑  « Jonathon Dornbush on Twitter », Twitter,‎ 2 avril 2018 (lire en ligne, consulté le 8 avril 2018)
35. ↑  « Le sublime trailer de Spyro Reignited Trilogy », sur Jeuxvideo.com, 5 avril 2018 (consulté le 8 avril 2018)
36. 1 2  (en) Kevin Kelly, « Spyro the Dragon is Back in the Spyro Reignited Trilogy! », sur blog.activision.com, 5 avril 2018 (consulté le 8 avril 2018)
37. ↑  Romain Mahut, « Spyro Reignited Trilogy enfin officialisé sur PS4 et Xbox One, infos et vidéo », sur Gameblog, 5 avril 2018 (consulté le 8 avril 2018)
38. ↑  Clementoss, « Spyro Reignited Trilogy : le retour du dragon aura lieu le 21 septembre sur PS4 et Xbox One », sur Jeuxvideo.com, 5 avril 2018 (consulté le 8 avril 2018)
39. ↑  Smile_93, « Spyro Reignited Trilogy repoussé au 13 novembre », sur Jeuxvideo.com, 17 août 2018 (consulté le 20 août 2018)